# Deherainia cubensis
Deherainia cubensis là một loài thực vật có hoa trong họ Anh thảo. Loài này được (Radlk.) Mez mô tả khoa học đầu tiên năm 1901.